# Bedfordshire and Milton Keynes (circonscription du Parlement européen)
Bedfordshire and Milton Keynes était une circonscription du Parlement européen située au Royaume-Uni, élisant un membre du Parlement européen selon le système électoral système uninominal majoritaire à un tour. Créé en 1994 à partir de parties du Cambridge and Bedfordshire North et du Bedfordshire South, il a été aboli en 1999 lors de l'adoption de la représentation proportionnelle pour les élections européennes au Royaume-Uni. Il a été remplacé par la circonscription de l'Angleterre de l'Est.

## Limites
Lors de sa création en 1994, il se composait des circonscriptions parlementaires de Luton North, Luton South, Mid Bedfordshire, Milton Keynes South West, North Bedfordshire, North East Milton Keynes et South West Bedfordshire.
Mid Bedfordshire et North Bedfordshire faisaient auparavant partie de la circonscription de Cambridge and Bedfordshire North, tandis que Luton North, Luton South, Milton Keynes South West, North East Milton Keynes et South West Bedfordshire faisaient partie de la circonscription de Bedfordshire South.
L'ensemble de la région est devenu une partie de la circonscription de l'Angleterre de l'Est en 1999.

## Membre du Parlement européen
| Élection                                                                    | Élection | Membre                                           | Parti                                            |                                                  |
| --------------------------------------------------------------------------- | -------- | ------------------------------------------------ | ------------------------------------------------ | ------------------------------------------------ |
| partie de Cambridge and Bedfordshire North et Bedfordshire South avant 1994 |          |                                                  |                                                  |                                                  |
|                                                                             | 1994     | Eryl McNally                                     | Travailliste                                     |                                                  |
| 1999                                                                        | 1999     | circonscription abolie, voir Angleterre de l'Est | circonscription abolie, voir Angleterre de l'Est | circonscription abolie, voir Angleterre de l'Est |

## Résultats des élections
Les candidats élus sont indiqués en gras.
| Parti    | Parti                                  | Candidat      | Voix   | %    | ±   |
| -------- | -------------------------------------- | ------------- | ------ | ---- | --- |
|          | Travailliste                           | Eryl McNally  | 94,837 | 46,6 | N/A |
|          | Conservateur                           | Edwina Currie | 61,628 | 30,3 | N/A |
|          | Libéral Démocrate                      | M Howes       | 27,994 | 13,7 | N/A |
|          | UKIP                                   | Alan Sked     | 7,485  | 3,7  | N/A |
|          | Green                                  | A H Francis   | 6,804  | 3,3  | N/A |
|          | New Britain                            | A J Howes     | 3,878  | 1,9  | N/A |
|          | Natural Law                            | L R Sheaff    | 939    | 0,5  | N/A |
| Majorité | Majorité                               | Majorité      | 33,209 | 16,3 |     |
|          | Travailliste vainqueur (nouveau siège) |               |        |      |     |